# Binéfar

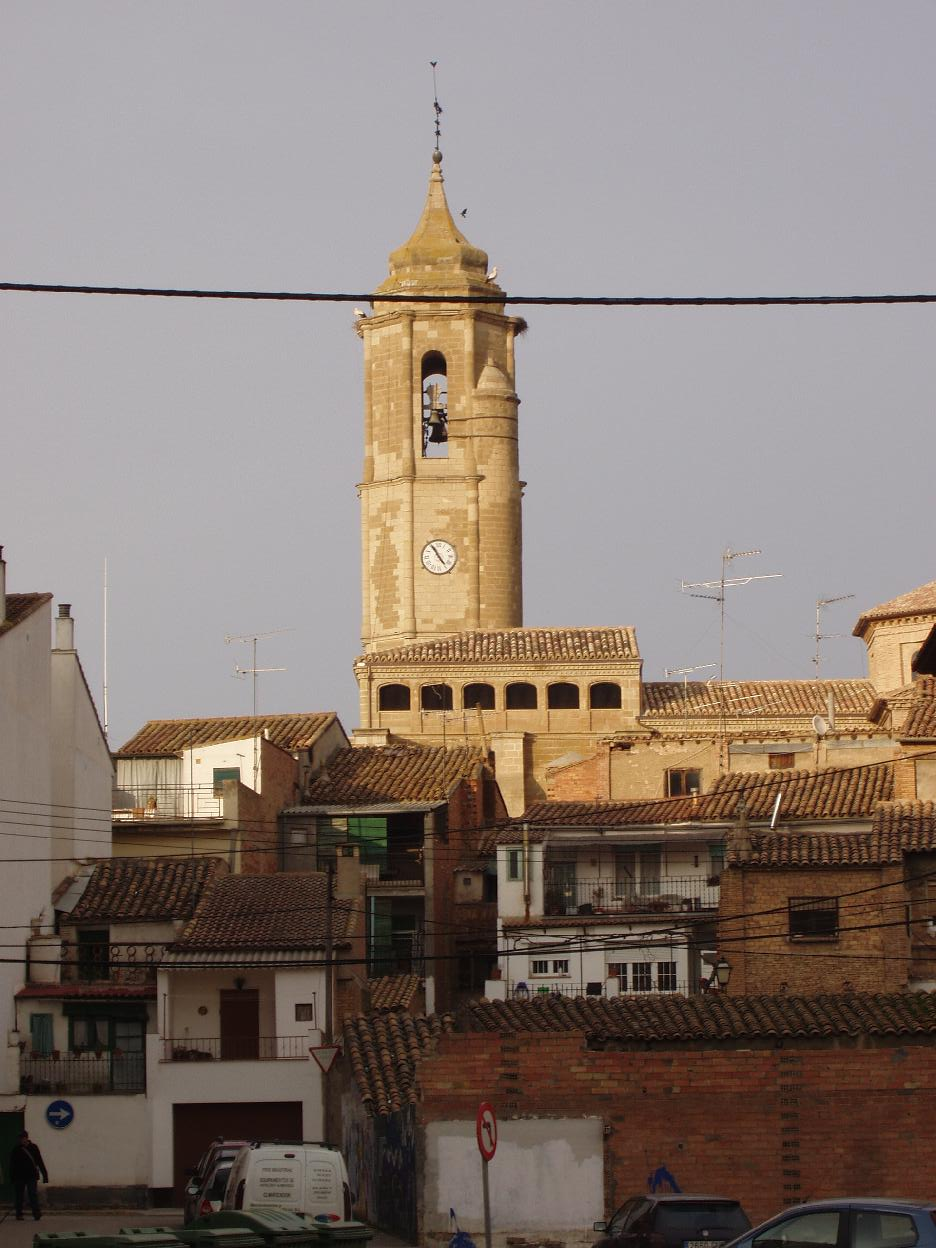
Turm der Kirche San Pedro Apóstol (unterer Teil 15. Jh., oberer Teil 18. Jh.). Die Kirche wurde zum Großteil im 16. Jahrhundert errichtet.

Binéfar ist eine Gemeinde im Westen der Provinz Huesca der Autonomen Gemeinschaft Aragonien in Spanien. Sie ist gemeinsam mit Tamarite de Litera Hauptstadt der Comarca La Litera. Die Gemeinde hat auf einer Fläche von 25 km² 10.118 Einwohner (Stand: 2024) und liegt auf 286 Metern Höhe.
Binéfar liegt zwischen Monzón und Almacelles an der Nationalstraße N-240 und liegt damit am Zuweg von Katalonien zur Provinzhauptstadt Huesca.
Der Name Binéfars könnte arabischen Ursprungs sein und auf einen Herren namens Affa oder Effar zurückgehen. Diese Theorie vertrat an der Wende vom 19. zum 20. Jahrhundert der örtliche Sprachforscher Benito Coll. Demnach leitete sich Binéfar von Ben-Affa (Söhne des Affa) her und habe sich mit der Zeit zu Abinefar, Avenafar, Benafar oder Binafar umgeformt. In dieser Bezeichnung sei es im 10. Jahrhundert in Monzón bekannt gewesen.

## Geschichte
Der Ort wurde im Jahr 1092 erstmals urkundlich erwähnt.

## Bevölkerungsentwicklung
| 1991  | 1996  | 2001  | 2005  | 2009  |
| ----- | ----- | ----- | ----- | ----- |
| 8.001 | 8.130 | 8.397 | 9.012 | 9.444 |

Heute gehört Binéfar zu den wenigen Gemeinden Aragoniens, die einen langfristigen Bevölkerungszuwachs erfahren haben. Zwischen Anfang des 20. Jahrhunderts und 1999 stieg die Einwohnerzahl von 2.141 auf 8.136.

## Wirtschaft
Der Ort ist trotz seiner Größe wirtschaftlich von nationaler Bedeutung, da sich dort die Lonja Agropecuaria de Binéfar befindet, die bedeutendste Rinder-Börse Spaniens.

## Klima
Das Klima ist mediterran-kontinental mit arider Tendenz. Die mittlere Jahrestemperatur liegt bei 15 °C, die mittlere Niederschlagsmenge zwischen 250 und 500 mm.

## Sehenswürdigkeiten
- Aragón-Katalonien-Kanal
- Kirche San Pedro
- Einsiedeleien Ermita de Nuestra Señora del Romeral und Ermita de San Quilez.
- Verschiedene Häuser, Stadtpaläste und Plätze (Casa Ruata, Casa de Cultura, Casa Fabián, Plaza Padre Llanas, Plaza de la Litera, Casa Roteta y Montañés und Casa Corzán).